# Binnenalster
Binnenalster er en kunstig sø i Hamborg, dannet i floden Alsters løb sammen med søen Außenalster. Søen, der dækker et areal på 0,2 km², har et springvand i midten, kaldet Alsterfontäne.
53°33′18″N 9°59′42″Ø / 53.555°N 9.995°Ø